# Anthony Berkeley
Anthony Berkeley Cox (5 de julho de 1893, Watford, Inglaterra - 9 de março de 1971) é um escritor de livros policiais da Inglaterra.

## Biografia
Berkeley nasceu em Watford, Inglaterra, e estudou na Escola e Sherborne University College London. Após servir no exército na Primeira Guerra Mundial, trabalhou como jornalista por muitos anos, contribuindo para tais como revistas e Punch O humorista. Em 1938 ele assumiu o livro revendo para John O'London's Weekly e do Daily Telegraph, escrito sob o pseudônimo de escritor Francis Iles. Ele também escreveu para o jornal Sunday Times na década de 1940, e para o Manchester Guardian, mais tarde The Guardian, a partir de meados dos anos 1950 até 1970.

## Obras
- The Layton Court Mystery (1925)
- The Wychford Poisoning Case (1926)
- Roger Sheringham and the Vane Mystery [US título: The Mystery at Lovers' Cave] (1927)
- The Silk Stocking Murders (1928)
- The Poisoned Chocolates Case (1929)
- The Second Shot (1930)
- Top Storey Murder (1931)
- Murder in the Basement (1932)
- Jumping Jenny [US título: Dead Mrs. Stratton] (1933)
- Panic Party [US título: Mr Pidgeon's Island] (1934)
- The Roger Sheringham Stories (1994)
- The Avenging Chance and Other Mysteries from Roger Sheringham's Casebook (2004)

## Detection Club
O Detection Club foi um clube de escritores fundado em 1928 por Anthony Berkeley e que tinha como membros Agatha Christie, Dorothy L. Sayers, Freeman Wills Crofts, Hugh Walpole, G. K. Chesterton e outros escritores policiais ingleses, o objetivo do clube era ajudarem-se no desenvolvimento de suas histórias.
O clube continua até os dias de hoje e é um dos mais antigos clubes de escritores do mundo.